# روثيانا ديل كوندادو
بلدية روثيانا ديل كوندادو (بالإسبانية: Rociana del Condado) هي بلدية تقع في مقاطعة ولبة التابعة لمنطقة أندلوسيا جنوب إسبانيا.

## الديموغرافيا
بلغ عدد سكان بلدية روثيانا ديل كوندادو 7.573 نسمة عام 2011 (وفقاً للمعهد الوطني الإسباني للإحصاء).
| 6.348 | 6.353 | 6.327 | 6.533 | 7.020 | 7.317 | 7.573 |